# 克娄巴特拉方尖碑 (纽约)
40°46′47″N 73°57′55″W / 40.779612°N 73.965414°W

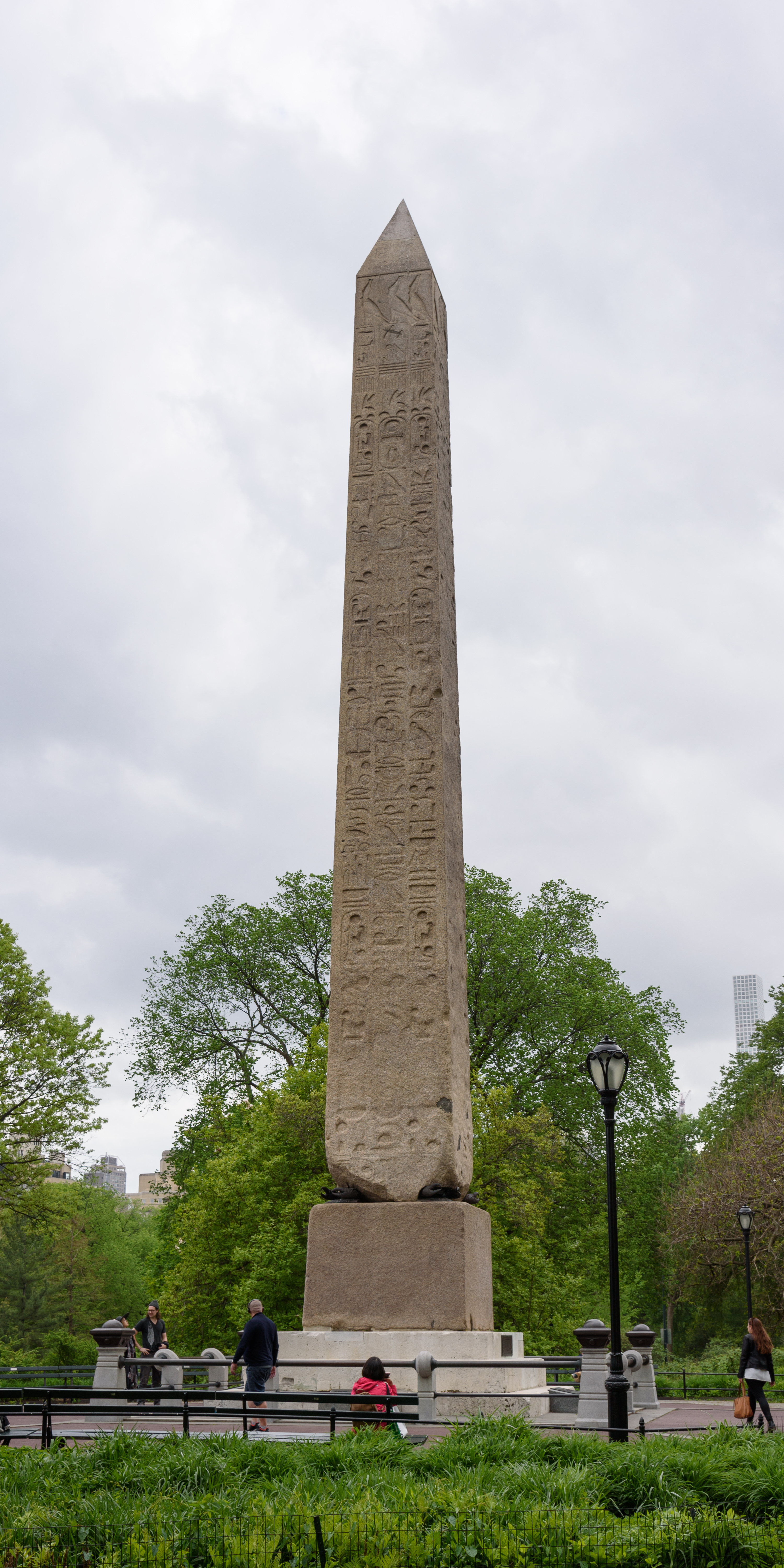
纽约克娄巴特拉方尖碑

位于纽约市的克娄巴特拉方尖碑（Cleopatra's Needle）是三座类似的古埃及方尖碑之一，为公元前15世纪的遗物，于1881年2月22日安装在曼哈顿大都会艺术博物馆西侧的中央公园。 1877年5月，奥斯曼帝国驻埃及赫迪夫（总督）将其赠送给美国驻开罗总领事埃尔伯特·E·法曼，以感谢在英法两个欧洲大国力图控制埃及政府时，美国保持友好中立。运输费用主要由铁路巨头威廉·亨利·范德比尔特支付，他是康内留斯·范德比尔特的长子。
方尖碑由红色花岗岩制成，高约21（69英尺），重约200吨，上面刻有埃及象形文字。它最初是在公元前1475年，根据图特摩斯三世的命令，在埃及城市赫里奥波里斯建造。花岗岩是从尼罗河第一瀑布附近的阿斯旺采石场运来。大约200年后，拉美西斯二世为纪念他的军事胜利而添加了铭文。在公元前12年奥古斯都统治期间，罗马人将方尖碑运到亚历山大港，由克娄巴特拉建造的凯撒神庙（Caesareum）内，以纪念马克·安东尼或儒略·凱撒。一段时间后被推倒。但这产生了一个意料之外的效果，掩埋了他们的脸，从而保护了大部分象形文字，免受风化的影响。